# 오정구
오정구(梧亭區)는 대한민국 경기도 부천시 북부에 위치한 구이다. 2016년 7월 부천시가 책임읍면동제를 시행함에 따라 부천시의 다른 일반구와 함께 폐지되었다가 2024년 1월 1일에 다시 설치되었다.

## 역사
- 조선시대 : 부평도호부(부평군) 상오정면, 하오정면, 주화곶면)
- 1914년 4월 1일 부천군 오정면(상오정면, 하오정면, 주화곶면 통합)
- 1973년 7월 1일 김포군 오정면
- 1975년 10월 1일 오정면을 부천시로 환원
- 1988년 1월 1일 부천시 중구
- 1993년 2월 1일 부천시 중구(현 원미구)로부터 오정구 분구 (7개의 행정동). 오정구청 개청(석산(石山) 빌딩(지금의 SCL 빌딩(경기도 부천 옥산로 255(도당동)) 1층 • 2층 • 3층 임대)
- 1995년 8월 23일 한자표기 吾丁區를 梧亭區로 개칭
- 2002년 12월 30일 구청사 신축이전, 2003년 1월 24일 개청식
- 2016년 7월 4일 책임읍면동제 시행으로 인하여 오정구가 폐지되었다.
- 2024년 1월 1일 부천시 오정구를 재설치하였다.

## 행정 구역

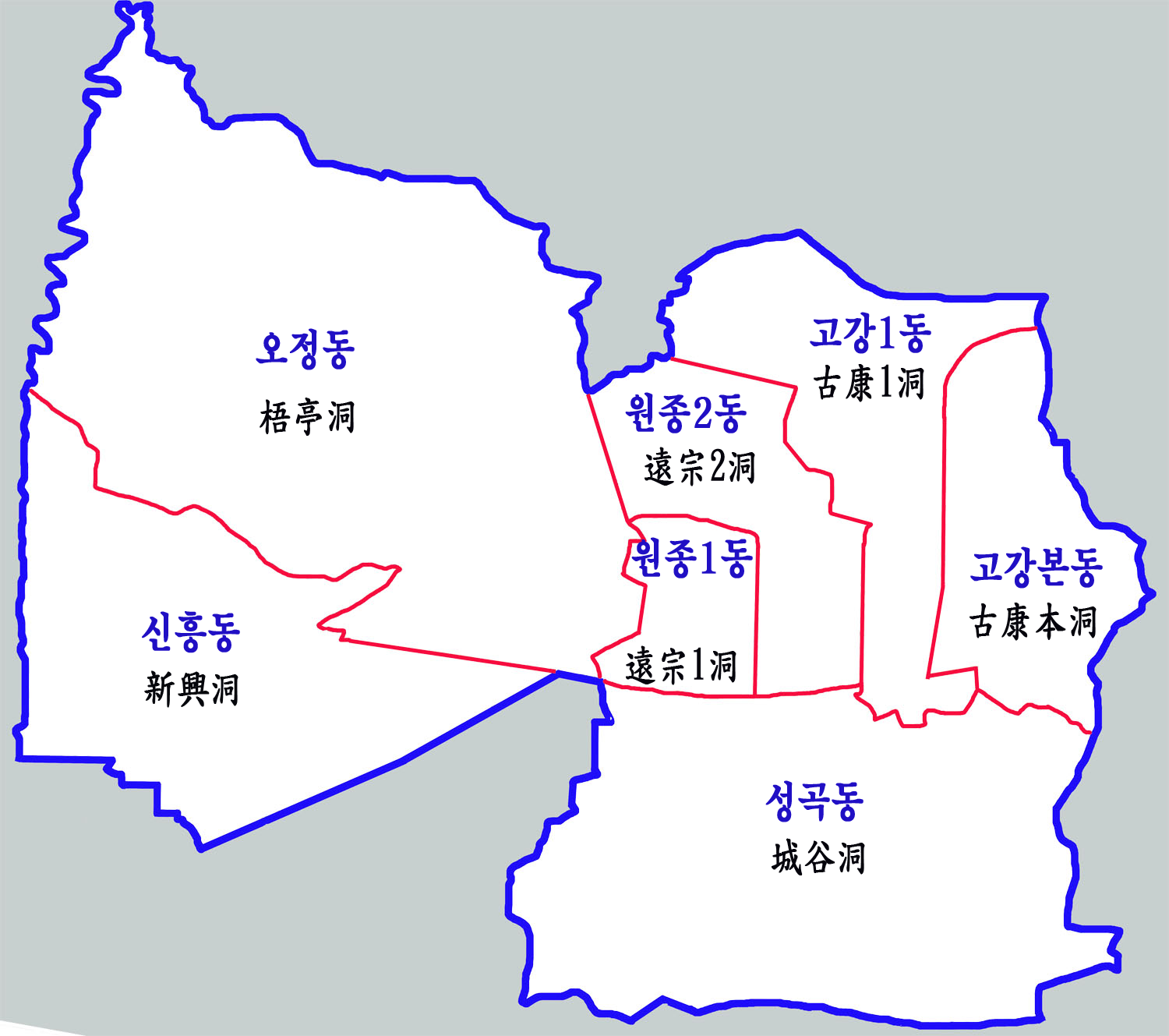
오정구 행정구역

면적은 부천시청에서 제공하는 통계 자료에 근거하며, 인구와 세대는 2024년 1월 31일 주민등록 기준이다.
| 행정동   | 한자     | 면적 (km2) | 인구    | 세대   |
| -------- | -------- | ---------- | ------- | ------ |
| 성곡동   | 城谷洞   | 4.56       | 38,563  | 17,013 |
| 원종1동  | 遠宗1洞  | 1.42       | 21,624  | 9,503  |
| 원종2동  | 2洞      | 0.61       | 19,361  | 8,944  |
| 고강본동 | 古康本洞 | 1.56       | 26,083  | 12,357 |
| 고강1동  | 古康1洞  | 1.99       | 12,763  | 5,835  |
| 오정동   | 梧亭洞   | 6.77       | 19,782  | 8,680  |
| 신흥동   | 新興洞   | 3.14       | 17,014  | 7,972  |
| 오정구   | 梧亭區   | 20.04      | 155,190 | 70,304 |

부천시 오정구의 연도별 인구(내국인) 추이
| 연도   | 총인구    |  |
| ------ | --------- |  |
| 1995년 | 188,613명 |  |
| 2000년 | 183,237명 |  |
| 2005년 | 183,185명 |  |
| 2010년 | 187,409명 |  |
| 2015년 | 181,845명 |  |

## 교육 기관
- 고등학교

|  | - 덕산고등학교 | - 수주고등학교 | - 원종고등학교 | - 부천실업고등학교(야간) |

- 초등학교

|  | - 오정초등학교 - 고강초등학교 - 수주초등학교 | - 덕산초등학교 - 원일초등학교 - 원종초등학교 | - 여월초등학교 - 까치울초등학교 - 고리울초등학교 - 성곡초등학교 | - 대명초등학교 - 삼정초등학교 - 동산초등학교 |

## 교통 시설

### 철도
- 한국철도공사

- 서해선(● 수도권 전철 서해선)

(서울 강서구) ← 원종역 → (원미구)

## 같이 보기
- 부천시
- 소사구
- 원미구